# Bătălia din Marea Filipinelor
Bătălia din Marea Filipinelor (19-20 iunie 1944) a fost o bătălie navală decisivă al celui de 
Al Doilea Război Mondial care a eliminat efectiv capacitatea Forțelor Navale Imperiale Japoneze să mai întreprindă în viitor acțiuni de mare anvergură cu portavioane.
Bătălia a avut loc în timpul invaziei amfibii al insulelor Mariana în timpul Războiului din Pacific.
Bătălia a fost cea de a cincea bătălie majoră „portavion contra portavion” între forțele navale japoneze și cele americane, în care erau implicate elemente ale Marinei Militare a SUA, Flota a 5-s a SUA, precum și aeronave cu baza pe nave sau pe uscat ale Marinei Militare Imperiale Japoneze, Flotei Combinate și garnizoanele din insulele apropiate.
Bătălia a fost poreclită de americani 'Marea vânătoare de curcani din Mariane' arătând pierderile disproporționale dintre pierderile japoneze și cele americane. 
Forțele americane au suferit pierderi mult mai mici, un pilot de pe portavionul U.S.S. Lexington în timpul bătăliei remarcând că „Este ca pe vremuri, la vânătoare de curcani!” Rezultatul asimetric al bătăliei se atribuie în general îmbunătățirii pregătirii piloților și echipelor de pe avioanele americane, îmbunătățirea tacticilor acestora, a tehnologiei americane și proiectării aeronavelor și navelor cu care mașina de război japoneză nu putea concura. Acum americanii erau deja familiarizați cu noul concept bazat pe radar și Centrul de Comandă Operativă, concept care la început, în bătăliile din anul 1942 erau ezitant, apoi s-a dezvoltat, a căpătat formă și a devenit eficient ca urmare a experimentării. Dovada a fost cantitatea mare de foc de antiaeriană care nimerea avioanele japoneze. Autocritica era însă un concept străin societății japoneze. Un alt beneficiu clar a fost apariția noilor doctrine și măsuri organizatorice care, au reușit să îndepărteze problema canalelor radio suprasolicitate și mesajelor pierdute cu care s-au confruntat americanii în Bătălia de la Midway.
Acum flota americană avea la dispoziție suficiente frecvențe, antrenament în domeniul comunicației, disciplină, experiență și doctrină pentru a menține o bună coordonare și control în timpul bătăliilor. Au fost atât de multe avioane japoneze distruse la sol sau interceptate și distruse când se transferau de pe o bază pe alta, încât cu toate că datele americane erau confruntate cu mărturiile piloților japonezi capturați, nici după război, în ciuda eforturilor nu se pot determina cu precizie pierderile japoneze.  Până la urmă Marina Militară Imperială Japoneză a pierdut trei portavioane, între 550 și 645 avioane și sute de piloți.

## Context istoric

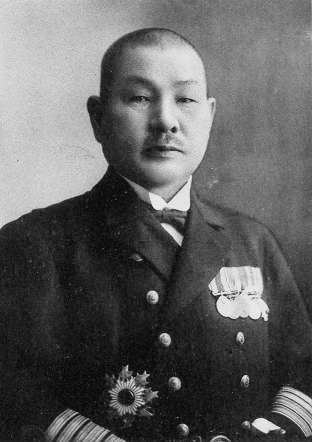
Amiralul Soemu Toyoda, artizanul Planului A-Go (iunie 1944)

Bătălia din Marea Filipinelor a avut loc după ce americanii au invadat insula Saipan și conducerea japoneză considera că pot imobiliza flota americană pe lângă insulă, în timp ce americanii își protejează trupele care debarcă în capul de pod. Lupta a fost purtată între avioanele de pe portavioane ale Flotei a V-a a Marinei Militare a SUA și de avioanele cu bază la sol și din Flota Combinată a Marinei Militare Imperiale Japoneze și garnizoana japoneză de pe insulă.
În 19 aprilie 1943, amiralul Koga Mineichi i-a succedat lui Isoroku Yamamoto la comanda Flotei Combinate. Sub conducerea lui, Cartierul General al Marinei Imperiale Japoneze spera să se întoarcă la ofensiva japoneză de la începutul anului 1944; cu toate acestea, acest lucru s-a dovedit în curând imposibil.
Planul de război japonez presupunea de la început să provoce pierderi atât de grave americanilor, încât publicul american să solicite negocieri. Progresele tehnologice și materiale americane și uriașa capacitate de producție a industriei americane a făcut acest obiectiv din ce în ce mai dificil de realizat.
Până la sfârșitul anului 1942, forțele navale aliate au depășit cele mai multe dintre avantajele tehnologice ale navelor și avioanelor japoneze pe care acestea le-au avut la începutul războiului. În plus, până la jumătatea anului 1943, producția de masă a navelor și avioanelor actualizate și îmbunătățite a început să încline balanța de forțe în favoarea aliaților. Aliații și-au revizuit metodologiile de instruire pe care le-au adaptat evoluțiilor noilor tehnologii, au revizuit în totalitate operațiunile flotei cu dezvoltarea în paralel a Centrului de Informare de Luptă, a doctrinelor, precum și practicile pentru a obține cât mai mult din posibilitățile oferite de noile mijloace de comunicații și tehnologii noi de detectare.
Capacitatea Japoniei de a ține pasul cu războiul a fost din ce în ce mai împiedicată de o lipsă gravă de piloți calificați și experimentați.

Japonezii înainte de război au fost orientați spre formarea unui număr mic de piloți foarte bine instruiți și organizațiile de formare a piloților nu au fost pregătiți să pregătească piloți în număr suficient ca să completeze pierderile uriașe pe care le presupune un război cu adversari redutabili. Pe durata primilor doi ani în care SUA reușea să echilibreze situația, tot mai mulți dintre piloții japonezi cei mai instruiți au murit în aceste lupte. Marina Navală Japoneză nu și-a revenit din pierderile suferite în luptele din 1942, când micul grup de piloți japonezi de portavioane foarte bine instruiți au pierit în Bătălia din Marea Coralilor și în Bătălia de la Midway. Războiul, odată cu sporirea activității aeronavale americane în zonele insulelor ocupate de japonezi a tras în jos și nivelul  piloților forțelor aeriene japoneze cu baze terestre ca de exemplu Campania din Guadalcanal sau Campania din Noua Guinee, scoțându-i din luptă prin atacuri nimicitoare. În anii 1943-1944 din punct de vedere japonez problema s-a agravat și mai mult odată ce americanii au început să formeze grupuri de portavioane ce aveau scopul ca prin lovituri aeriene sistematice să nimicească capacitatea de apărare aeriană a insulelor și a bazelor japoneze, astfel ca aviația cu baza pe aceste insule să nu mai poată proteja transporturile maritime japoneze. Comandanții japonezi considerau insulele Guam, Tinian și Saipan ca făcând parte din inelul interior de apărare aeriană și maritimă a avioanelor de vânătoare și bombardament care protejau țara-mamă.
Campania americană de "salt peste insule", (adică ocolind un număr de insule ocupate de japonezi fără să le ocupe) a avut loc mai repede decât se anticipase, cu care au perturbat și au tăiat liniile de comunicații maritime japoneze distrugând sau izolând avanposturile de pe insule, una după alta. Până la sfârșitul anului 1943 inelul de apărare "exterior" al Japoniei au fost străpuns peste tot, flota SUA croindu-și drum prin aceste puncte fortificate, sau pur și simplu ocolindu-le. Tacticienii militari imperiali au calculat că și insulele Mariane vor fi supuse unor atacuri similare, care, dacă vor fi ocupate, insulele-mamă japoneze ar ajunge în raza de acțiune efectivă a bombardierelor americane. Japonezii și-au revizuit rapid ambițiile ofensive și s-au pregătit de planificarea apărării acelor baze insulare, care credeau ei că că ar fi ținte probabile.
Planificarea Marinei Imperiale Japoneze a fost conceput ca un atac japonez asistat de portavioane asupra flotei de invazia americane, cu blocarea  protecției transporturilor și a forțele americane de invazie nou-debarcate. Conceptul de ieșire și atac a flotei japoneze era foarte similară cu cea prevăzută de amiralul Yamamoto în Bătălia de la Midway. Mulți dintre ofițerii care au planificat bătălia de la Midway erau încă în Statul Major al Flotei Combinate.
În planurile lor, japonezii porneau de la supoziția, că lipsa puterii aeriene ofensive de pe portavioane poate fi înlocuită prin implementarea unei puternice forțe aeriene cu bază terestră de pe insule. Japonezii au depus eforturi uriașe să construiască baze cu care să poată controla liniile de comunicații maritime din jurul Imperiului Japonez. Planul inițial a fost să atace Flota din Pacific (Pacific Fleet) american, la începutul anului 1944, cu ocazia lansării ofensivei americane viitoare.
În martie 1944, flota combinată japoneză a pierdut din nou comandantul, de data aceasta în timpul unui uragan din Pacific. Sub conducerea noului comandant al Flotei Combinate, amiralul Soemu Toyoda, s-a finalizat și adoptat un plan pentru atragerea forțelor americane în capcană, care se îndreptau spre insula Saipan, plan numit Planul A-Go.

## Etapele inițiale

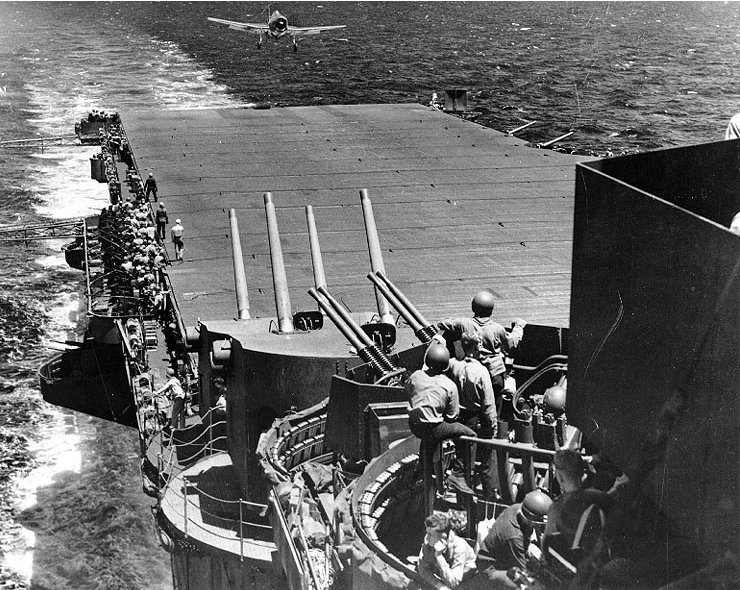
Un F6F Hellcat aterizând pe portavionul USS Lexington (CV-16), nava amiral al lui Marc Mitcher (foto din 19 iunie 1944). În prim-plan se pot observa tunuri antiaeriene de 20 mm, iar în fundal cele de 40mm

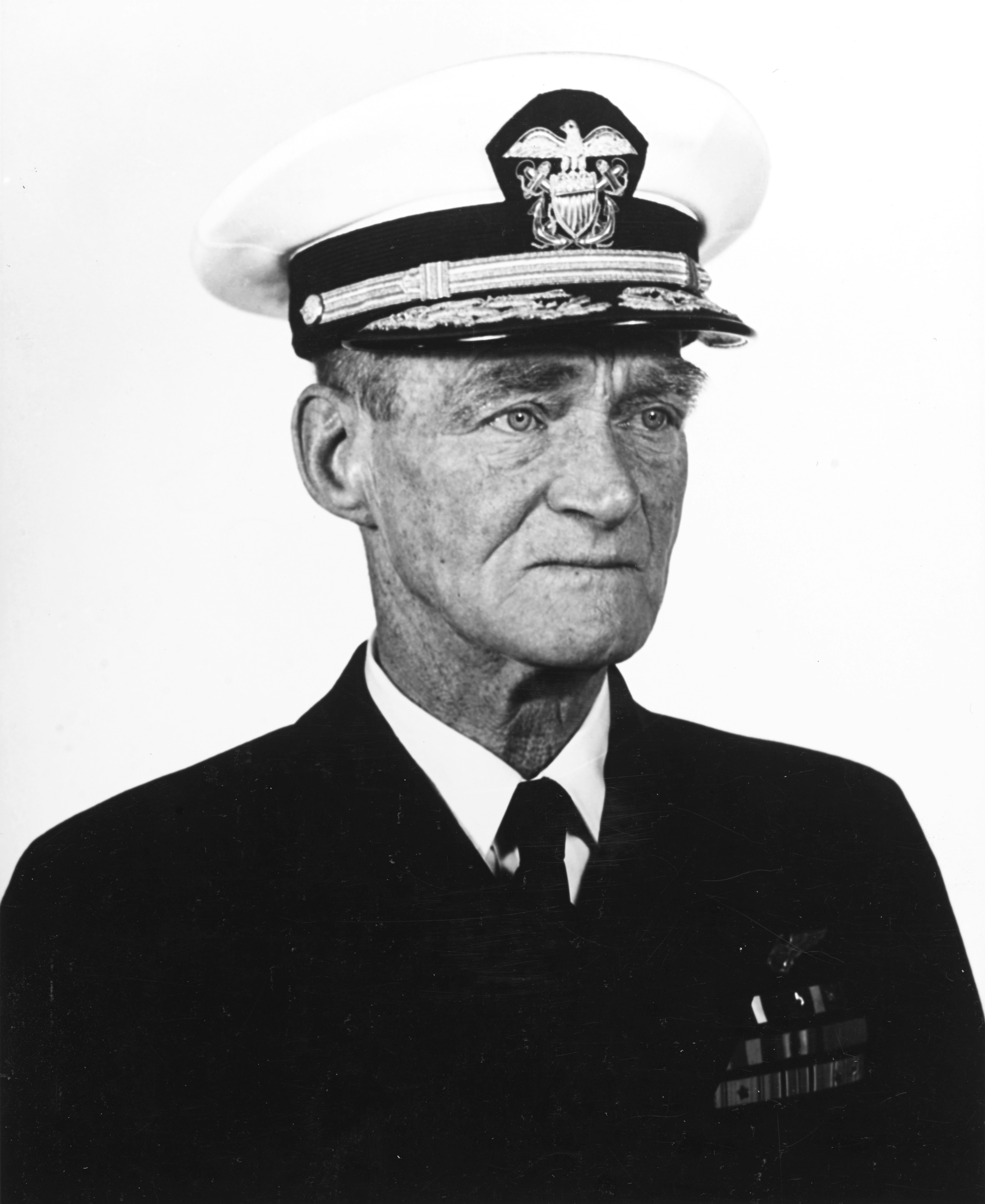
Amiralul Marc Mitscher, comandantul Grupului Operațional 58

La data de 12 iunie 1944 portavioanele americane au început o serie de atacuri aeriene asupra insulelor Mariane, care l-au convins pe amiralul Toyoda, că SUA se pregătea de o invazie în zonă. Aceasta a fost o surpriză pentru japonezi, care se așteptau la atacuri mai la sud, la insulele Caroline sau Palau. Din acest motiv insulele Mariane erau apărate doar de 50 de avioane cu bază terestră.  La 13 iunie forțele SUA au început operațiunile de bombardament pentru invadarea insulelor Saipan; ca răspuns Toyoda a ordonat un contraatac aero-naval. Partea principală a flotei americane era formată 6 portavioane și câteva cuirasate care urmau să se întâlnească la vest de insulele Filipine la 16 iunie și să finalizeze realimentarea cu combustibil a flotei pe 17 iunie.
Flota japoneză era comandată de vice-amiralul Jisaburo Ozawa, fiind formată din 5 portavioane mari (Taihō, Shōkaku, Zuikaku, Junyō, și Hiyō), patru portavioane ușoare (Ryuho, Chitose, Chiyoda și Zuihō), patru cuirasate (Yamato, Musashi, Kongō, Haruna și Nagato) precum și crucișătoare. distrugătoare și petroliere de suport.
Această forță a fost detectată în data de 15 iunie de un submarin american, iar în a doua zi amiralul Raymond Spruance, comandantul Flotei a V-a americane era convins că se pregătește o luptă majoră. 
În după-masa zilei de 18 iunie vice-amiralul Marc Mitscher s-a îmbarcat pe nava amiral (portavionul USS Lexington) și cu Grupul Operativ (Task Force) 58 (Grupul Operativ al Portavioanelor Rapide) și s-a îndreptat spre teatrul viitoarei lupte.
Grupul Operativ 58 era format din cinci grupuri mari:
- Grupul Operativ 58.1 condus de contra-amiralul Joseph Clark, format din 4 portavioane (USS Hornet, USS Yorktown, USS Belleau Wood și USS Bataan);
- Grupul Operativ 58.2 condus de contra-amiralul Alfred Montgomery format din 4 portavioane (USS Bunker Hill, USS Wasp, USS Cabot și Monterey)
- Grupul Operativ 58.3 condus de contra-amiralul John W. Reeves format din 4 portavioane (Enterprise, Lexington, San Jacinto și Princeton).
- Grupul Operativ 58.4 condus de contra-amiralul William K.Harrill format din 3 portavioane (Essex, Langley și Cowpens).
- Grupul Operativ 58.7 condus de vice-amiralul Willis Lee format din 7 cuirasate (Washington, North Carolina, Indiana, Iowa, New Jersey, South Dakota and Alabama).

Portavioanele erau apărate de 8 crucișătoare grele, 13 crucișătoare ușoare, 58 distrugătoare și 28 submarine.
Cu puțin înainte de miezul nopții amiralul Chester W. Nimitz i-a trimis lui Spruance un mesaj de la Comandamentul Flotei Pacificului, indicând faptul că nava-amiral japonez se află la aprox. 560 km la vest - sud-vest de Grupul Operativ 58.
Această descoperire era bazată pe detecție prin radiogonioometrare sau mult mai probabil, pe baza decriptării mesajelor navelor japoneze.
Mitscher și-a dat seama că, dacă Task Force 58 se deplasează spre vest, există o șanse ca noaptea să intercepteze forțele lui Ozawa. Prin urmare, el s-a sfătuit cu Lee și l-a întrebat dacă Lee este sau nu în favoarea unei astfel de întâlniri. Comandantul cuirasatului nu a fost entuziasmat de un angajament de noapte cu forțele de suprafață japoneze, în ciuda faptului, că navele sale erau mai performante ca cele mai multe nave de luptă japoneze, considerând că echipajele sale nu au fost instruiți în mod corespunzător pentru luptă de noapte.
La scurt timp după discuția sa cu Lee, Mitscher a cerut permisiunea de la Spruance să se îndrepte spre vest în timpul nopții pentru a ajunge la ceea ce ar fi o poziție de lansare ideală pentru un atac aerian nimicitor în zori asupra inamicului.
Spruance a refuzat. De-a lungul perioadei premergătoare luptei, el a fost preocupat de faptul că japonezii ar putea încerca să atragă flota sa principală la distanță de zona de aterizare folosind o forță de diversiune, și ar ataca apoi flancul forței de portavioane aerian american - lovind și scoțând din luptă forța de invazie de pe Saipan.
El nu a fost pregătită prin urmare, să lase Grupul Operativ 58 fie atras spre vest, departe de forțele de amfibii, ca el a fost conștient de faptul că planurile operaționale japoneze adesea se bazează pe forțe de diversiune.
Cu această ocazie, cu toate acestea, nu a existat niciun astfel de aspect în planul japonez, nu a existat niciun truc și nici o forță diversiune.

## Bătălia

Harta Bătăliei din Marea Filipinelor

#### Acțiuni preliminare
La ora 05:30 în 19 iunie, grupul operațional TF-58 s-a întors spre nord-est și a început să lanseze patrulele sale aeriene. Japonezii lansaseră deja de dimineață patrulele de căutare utilizând unele dintre cele 50 de avioane staționate pe insula Guam, iar la ora 05:50, una dintre acestea, un Mitsubishi A6M Zero, a descoperit TF-58. După ce a transmis prin radio reperarea navelor americane sa, el a atacat una dintre distrugătoare și a fost doborât.
Astfel alertat, restul forțelor aeriene de pe Guam au început să se alinieze pentru decolare pentru atac, dar au fost reperate cu radar de către navele americane, și un grup de F6F Hellcat de pe Belleau Wood au fost trimise în întâmpinarea lor.  Hellcat-urile au ajuns în timp ce avioanele erau încă în curs de lansare. Câteva minute mai târziu, radarul a sesizat alte semnale, care ulterior s-au dovedit a fi  forțe suplimentare trimise la nord de pe celelalte insule. A izbucnit o luptă uriașă, 35 din avioane japoneze au fost doborâte, iar lupta a fost încă în desfășurare o oră mai târziu, când Hellcat-urile au fost rechemate pe portavioanele lor de bază.

#### Raidurile japoneze

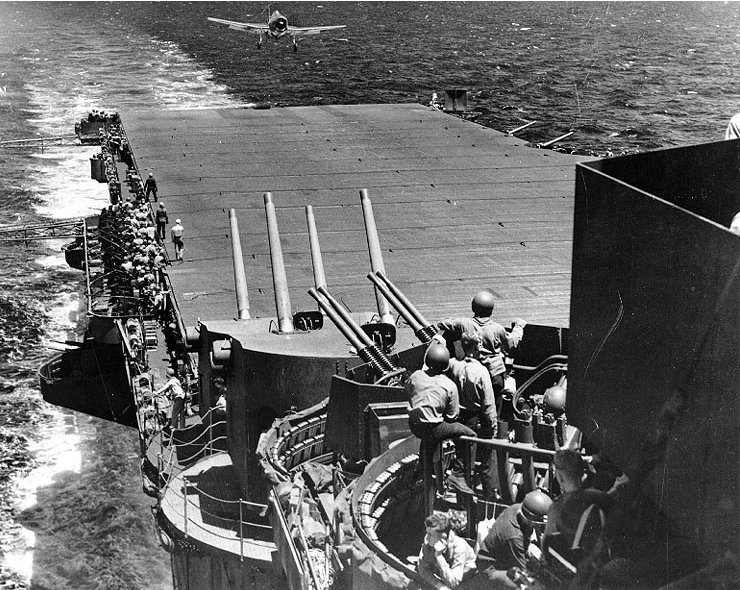
Un F6F Hellcat aterizâd pe portavionul USS Lexington (CV-16) - Nava amiral al grupului operativ TF 58

Rechemare a fost comandată de mai multe nave din TF-58, deoarece în jurul orei 10:00 sesizările radarelor la vest, la aprox. 240 km au crescut ca număr. Aceasta a fost prima dintre raidurile de pe portavioanele japoneze, un atac cu 68 de avioane. TF-58 lansat toate avioanele sale, care erau în aer în momentul în care japonezii erau la 110 km.
Cu toate acestea, japonezii au început să se dispună în formațiuni circulare ca să se regrupeze pentru atac, pierzând astfel timp. Această întârziere de 10 minute s-a dovedit critică, iar primul grup de Hellcat-uri i-au întâlnit încă de la 110 km, la ora 10:36. Lor li s-au alăturat rapid alte grupuri. În câteva minute, 25 de avioane japoneze au fost doborâte, cu pierderea unui singur avion american.
Avioanele japoneze care a supraviețuit au fost așteptate de alte avioane de vânătoare, și au mai  fost doborâte încă 16 avioane japoneze. Din restul de avioane rămase, unele au efectuat atacuri  asupra distrugătorului USS Yarnall și USS Stockham, dar nu au produs pagube. Trei sau patru bombardiere au pătruns prin inelul de crucișătoare al lui Lee, și unul a lovit direct cuirasatul USS South Dakota, provocând numeroase victime, dar nu a reușit să o scoată din luptă, fiind singurul succes japonez în luptă. Nici unul avioanele lui Ozawa din primul val nu a reușit să ajungă până la portavioanele americane.
La 11:07, radarele au detectat un alt atac, mult mai mare. Acest al doilea val a constat din 107 de avioane. Ele au fost interceptate din timp, încă de la 97 km, și cel puțin 70 dintre aceste avioane au fost doborâte înainte de a ajunge la nave. Șase avioane au atacat grupul de nave al contra-amiralului Montgomery, aproape lovind două dintre portavioane și cauzând victime pe ambele. Patru din cele șase au fost doborâte. Un grup mic de avioane torpiloare au atacat portavionul Enterprise, o torpilă explodând în siajul navei. Trei alte avioane torpedo au atacat portavionul ușor Princeton, dar au fost doborâte. În total, 97 de avioane dintre cele 107 care au atacat în cel de-al doilea val au fost distruse.
Cel de-al treilea raid, constând din 47 de avioane se apropia de la nord. Acesta a fost interceptate de 40 de avioane de vânătoare la ora 13:00, la o depărtare de 80 km de grupul operativ TF-58. Șapte avioane japoneze au fost doborâte. Câteva au pătruns prin apărarea crucișătoarelor și au atacat ineficient portavionul Enterprise. Alții nu au insistat să atace. Acest raid, prin urmare, a suferit mai puțin decât celelalte, și 40 de avioane au reușit să se întoarcă pe portavioanele lor.
Cel de-al patrulea raid japonez a fost lansat 11:00 - 11:30, dar piloții au primit incorect poziția flotei americane și nu au putut s-o localizeze. Apoi s-au rupt grupuri mai mici și s-au întors spre insulele Guam și Rota pentru realimentare. Un grup zburând spre Rota a dat peste grupul de nave al lui Montgomery. Optsprezece avioane japoneze s-au angajat în luptă cu avioanele de vânătoare americane și au fost doborâte jumătate dintre ele. Un grup mai mic de nouă bombardiere japoneze în picaj au evitat avioanele americane și au atacat portavioanele USS Wasp și USS Bunker Hill, dar nu a reușit să lovească navele. Opt dintre aceste avioane au fost doborâte în timpul atacului. Grupul mai mare de avioane japoneze a zburat spre Guam și a fost interceptat de 27 Hellcats deasupra aerobazei din Orote în timp ce de aterizau. Treizeci de avioane japoneze din 49 au fost doborâte, iar restul au fost avariate complet. La bordul portavionului Lexington după luptă, un pilot a fost auzind spunând "La naiba, a fost ca la vânătoarea de curcani pe vremuri!". De atunci, această luptă aeriană dezechilibrată a fost cunoscută sub numele de Marea Vânătoare de Curcani din Mariane.
Incluzând raidul care a urmat asupra aerobazei Orote, pierderile japoneze au depășit 350 avioane în prima zi de luptă. Pierderile americane au fost ușoare, au fost pierdute aproximativ aproximativ treizeci de avioane. Daune navelor americane au fost minime.
Cei mai mulți dintre cei care au scăpat cu succes de avioanele de vânătoare americane au fost aviatori care au fost veterani al agresiunii japonez cu o vechime de șase luni de la începutul războiului din Pacific, campania din Pacificul de sud și supraviețuitorii Bătăliei de la Midway.

#### Atacul submarinelor americane
La 08:16 submarinul USS Albacore a reperat grupul de portavioane al lui Ozawa și a început  atacul asupra celui mai apropiat portavion, care a fost Taiho, cel mai mare și cel mai nou portavion în flota japoneză și nava amiral al viceamiralului Jisaburo Ozawa. Atunci când Albacore a vrut să tragă, computerul de control al calculatorului s-a defectat și torpilele au fost lansate „cu ochiul liber”.
Taiho tocmai a lansat doar 42 de avioane, ca parte a celui de-al doilea raid. Patru dintre torpilele lui Albacore i-au greșit ținta. Sakio Komatsu, pilotul unuia dintre avioanele lansate recent, a observat una din cele două torpile care se apropiau de portavion și s-a aruncat cu avionul asupra torpilei, dar torpila a lovit totuși portavionul la tribord, rupând două rezervoare cu combustibil pentru realimentarea avioanelor. La prima vedere pagubele nu păreau a fi însemnate.
Un alt submarin, USS Cavalla, a fost capabil de a se manevra într-o poziție de atac atacând portavionul Shōkaku de 25.675 de tone. Submarinul a tras o salvă de șase torpile, dintre care trei au lovit Shōkaku. Grav avariat, portavionul s-a oprit. Mai târziu o bombă aviatică a produs o explozie uriașă, care a rupt nava în bucăți. Portavionul s-a răsturnat, ducând în adâncuri 1.263 marinari și aviatori. Au fost 570 supraviețuitori, printre care căpitanul Hiroshi Matsubara.
Între timp, portavionul Taiho a căzut victimă nepriceperii. Un ofițer neexperimentat încercând să scoată fumul din portavion cu sistemul de ventilație dat la maxim, a umplut nava cu vapori explozivi proveniți din rezervoarele lovite de submarin. La 17:32 nava a suferit o serie de explozii catastrofale cauzate de vaporii acumulați, aprinse de un generator electric. Din echipajul de 1751 de oameni, au pierit 1650 de oameni.

#### Contraatacul american
Grupul operativ TF-58 a navigat spre vest, în timpul nopții pentru a ataca japonezii în zori. Patrulele de căutare au pornit la prima lumină a zilei.
Amiralul Ozawa s-a transferat pe distrugătorul Wakatsuki, după ce portavionul Taiho a fost lovit, dar radioul de la bord nu a fost capabil să trimită numărul necesar de mesaje, așa că la ora 13:00 s-a transferat pe portavionul Zuikaku. Aici a aflat de rezultatele dezastruoase ale zilei precedente și că are aproximativ 150 de avioane, care au plecat. Cu toate acestea, el a decis să continue atacurile, gândindu-se că pe insulele Guam și Rota sunt încă sute de avioane japoneze și a început planificarea noilor raiduri  pentru 21 iunie.
Căutările americane până la ora 15:40 nu au reușit să localizeze flota japoneză. Raportul primit a fost atât de deformat, încât Mitscher nu știa nici ceea ce a fost reperat de avioanele de patrulare și nici unde. La 16:05, a primit un raport mai clar și Mitscher a decis să lanseze un atac de mare anvergură, chiar dacă până la apus mai erau doar 75 de minute și aviatori săi în mod normal, nu aterizau pe portavion pe timp de noapte pentru a evita eventualele pierderi cauzate de accidente în timpul aterizării. Atacul a fost pornit la ora 18:30.
Ozawa a trimis foarte puține avioane să intercepteze americanii - nu mai mult de 35 de avioane față de cele 550 de avioane americane care se apropiau. Focul antiaerian japonez însă a fost foarte intens, dar majoritatea avioanelor au fost capabile să treacă prin focul antiaerian și să lanseze atacul.